# Бєлорєцький металургійний комбінат
53°58′29.2″ пн. ш. 58°23′48.5″ сх. д. / 53.974778° пн. ш. 58.396806° сх. д.

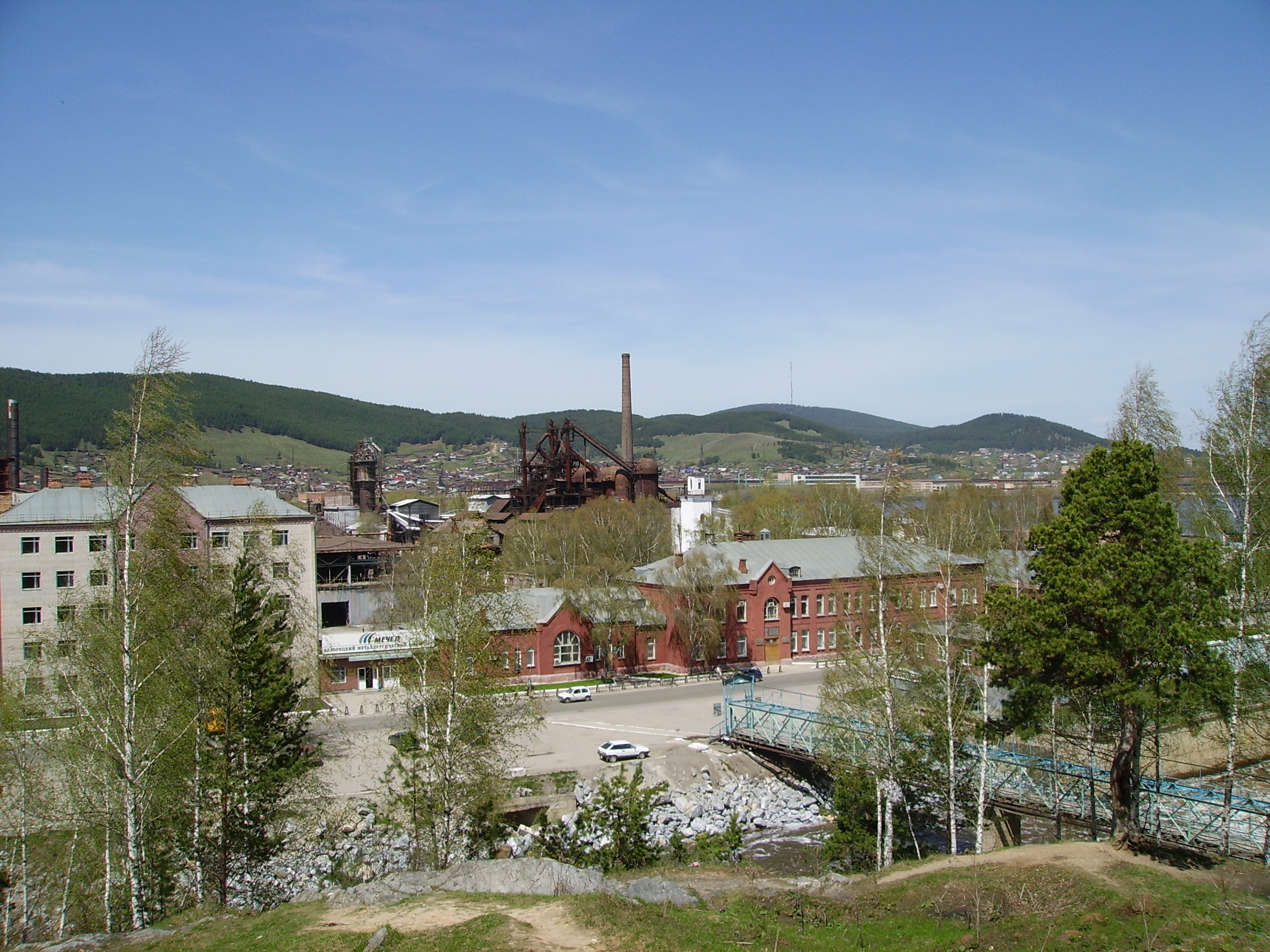
Бєлорєцький металургійний комбінат.

Бєлорєцький металургійний комбінат (рос. Белорецкий металлургический комбинат, до 1957 року — Бєлорєцький металургійний завод, до 1991 року — Бєлорєцький металургійний комбінат імені М. І. Калініна) — колишній металургійний комбінат у РФ, у місті Бєлорєцьк республіки Башкортостан. Одне з найстаріших підприємств чорної металургії РФ. З 2003 року належить компанії «Мечел».
З 2002 року у зв'язку з припиненням на комбінаті доменного виробництва, підприємство не має повного виробничого циклу. Завод спеціалізується на випуску сортового прокату і металевих виробів.

## Історія

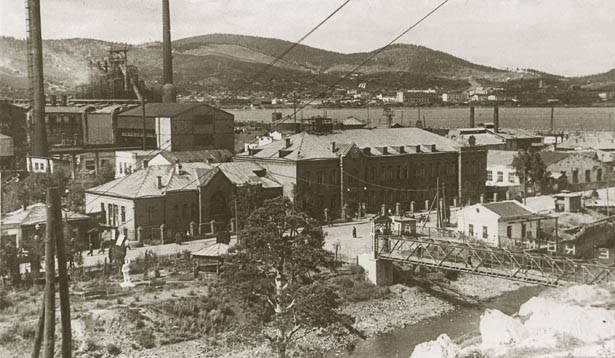
Бєлорєцький металургійний завод у 1942 році.

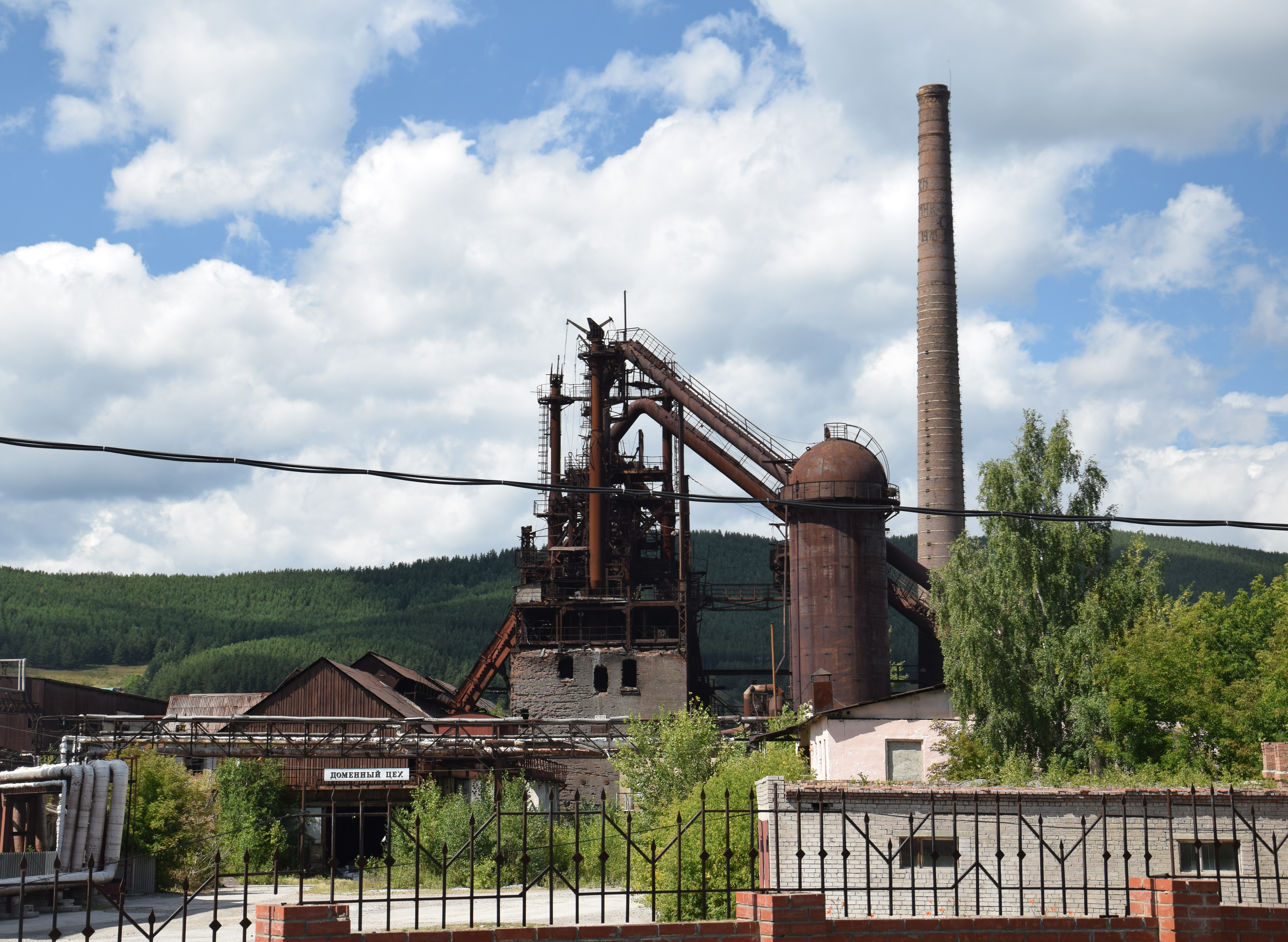
Доменні печі комбінату.

Доменно-переробний завод на місці комбінату було засновано 1762 року заводчиками І. Твердишевим та І. Мясниковим. Побудований ними завод мав доменне, кричне й пудлінгове виробництва. 1896 року на заводі розпочато виплавку сталі у мартенівських печах. До 1917 року на заводі було 2 доменних і 3 мартенівських печі, дротовий стан.
Особливо широкого розвитку підприємство отримало у роки Другої світової війни. 1957 року на базі металургійного заводу було засновано комбінат з приєднанням великого Тирлянського листопрокатного заводу, Туканського рудника і сталедротово-канатного заводу, заснованого 1911 року. У 1969 році порівняно з 1913 роком виробництво чавуну зросло у 20 разів, сталі — у 10 разів, готового прокату — у 7,7 раза, металевих виробів (дроту, канатів тощо) — у 20,8 раза. Продуктивність праці зросла у 1969 році порівняно з 1958 роком у 2 рази.
Для забезпечення комбінату природним газом в 1964-му ввели в дію газопровід Кага – Бєлорецьк.
1966 року комбінат було нагороджено Орденом Трудового Червоного Прапора. У 1968 році на комбінаті добувалася високоякісна залізна руда Комарово-Зигазинського родовища й нерудні копалини, виплавлялося понад 50 і прокатувалося близько 130 високоякісних марок сталей, вироблялися металеві вироби.
1996 року комбінат перетворено на акціонерне товариство. 2002 року на ньому закрито нерентабельне металургійне виробництво. 2003 року комбінат ввійшов до складу групи «Мечел» і став спеціалізуватися на виробництві металевих виробів.

## Сучасність
З припиненням металургійного виробництва 2002 року ВАТ «БМК» фактично не є металургійним комбінатом і спеціалізується на випуску металевих виробів, будучи одним з основних виробників цього виду продукції у РФ. Сортамент продукції підприємства включає катанку і сталевий дріт з якісних марок сталей — вуглицевих, легованих і оцинкованих, сталеві канати різноманітних конструкцій без покриття і оцинкованих, штиб різноманітних розмірів і перетенів, цвяхи, арматуру та інші металеві вироби. Комбінат є єдиним підприємством РФ, де випускається мікродріт діаметром 0,009 мм. На підприємстві працюють понад 6 тисяч осіб.